# Сакесасіпа
Сакесасіпа або Сагіпа (*д/н —8 квітня 1539) — останній сіпа держави муїсків Баката у 1538—1539 роках, деякий час чинив опір іспанським конкістадорам. Ім'я перекладається як «Головний з головних».

## Життєпис
Походив з династії сіп бакати. Був небожем сіпи Немекене і двоюрідним братом сіпи Тіскесусе. Про молоді роки нічого невідомо. Під час битви в місцині Кола між військами Бакати та Хунзи запобік паніці серед вояків після смертельного поранення Немекене. Цим врятував усе військо й не дозволив супротивнику вдертися на бакатську територію.
Зі вступом на трон брата Тіскесусе, став фактично його заступником в політичних і військових справах. У 1520-х роках під час відсутності Тіскесусе в Бакаті (перебував на урочистостях біля озера Гуатавіта) Сакесасіпа виконував обов'язки голови держави. Тут проявив зваженість й твердість: зумів виявити й вчасно придушити змову усаке вождійства Убаке.
У 1536 році отримує наказ очолити 50-тисячне військо проти держави Хунзи, але звістка про появу чужинців (іспанців) перервала цей похід. Очолював війська у більшості боїв з іспанцями, проте зазнав невдачі. Після смерті брата, продовжував очолювати війська. Він планував проголосити сіпою небіжа Чіайсаке, що вже мав титул псіхіпкуа (спадкоємця) Тіскесусе. Втім запопадливість Чіайсаке перед іспанцями змусила більшу частину знаті й війська виступити за оголошення сіпою Сакесасіпи, що й відбулось на початку 1538 року.
Це дало привід іспанцями на чолі із Гонсало Хіменесом де Кесадою оголосити Сакесасіпу узурпатором (порушив право спадкоємності) й виступити на захист прав Чіайсаке. Останнього підтримали деякі усаке. Скориставшись розколом між муїсками іспанці завдали низьку поразок Сакесасіпі. Його становище погіршилося вторгненням у прикордонні землі племен панче. В цій ситуації Сакесасіпа замирився з конкістадорами у місті Боса, де визнав зверхність іспанського короля. Згодом отримав підмогу від де Кесади — 40 іспанців з вогнепальною зброєю та 20 тис. муїсків з інших племен. З цим загоном Сакесасіпа провів успішну кампанію проти панче.
По поверненню до Боготи, наприкінці 1538 року отримав від Ернана Кесади (брата Гонсало Кесади) вимоги: протягом 20 днів наповнити хату золотом й виставити 4 таці із смарагдами, але не виконав її. Над ними провели суд, за якими наказали віддати 10 млн песо золотом і 10 тис. смарагдів, але Сакесасіпа не підкорився, заявивши, що його піддані все заховали. Тоді Сакесасіпу було піддано тортурам, під час яких він помер 8 квітня 1539 року у м. Боса.